# 浄照寺 (豊田市)
淨照寺（浄照寺、じょうしょうじ）は、愛知県豊田市若林西町向屋敷62にある真宗大谷派の寺院。山号は向島山。本堂、庫裏、書院が登録有形文化財。

## 歴史
永仁4年（1296年）、存澄によって天台宗の寺院として創建された。
室町時代には本願寺8世の蓮如上人が三河国で布教を行ったことで、永正元年（1504年）には天台宗から浄土真宗に改宗した。江戸時代には無住だった時代もあるが、渡邊宗哲によって再興した。
1885年（明治18年）には渡邊徹鑒によって本堂の建設に取り掛かり、1898年（明治31年）に本堂が竣工した。かつて本堂の正面には山門があったが、1926年（大正15年）の竜巻で倒壊した。
2005年（平成17年）12月26日、本堂、庫裏、書院が登録有形文化財に登録された。2011年（平成23年）には本堂の耐震化工事などが竣工した。2013年（平成25年）には本堂の正面に山門が再建された。

## 文化財
本堂は南東を向いて建ち、本堂の北東の書院が、書院の南東に庫裏が接続している。本堂は入母屋造、桟瓦葺であり、向拝が付いている。正面・側面ともに約20mの大きさであり、正面から吹放の縁、外陣、矢来、内陣、後堂と続く。浄照寺のクロマツは豊田市名木に指定されている。

### 登録有形文化財
- 本堂 - 木造平屋建、瓦葺[2]。建築面積480㎡[2]。1898年（明治31年）竣工[2]。

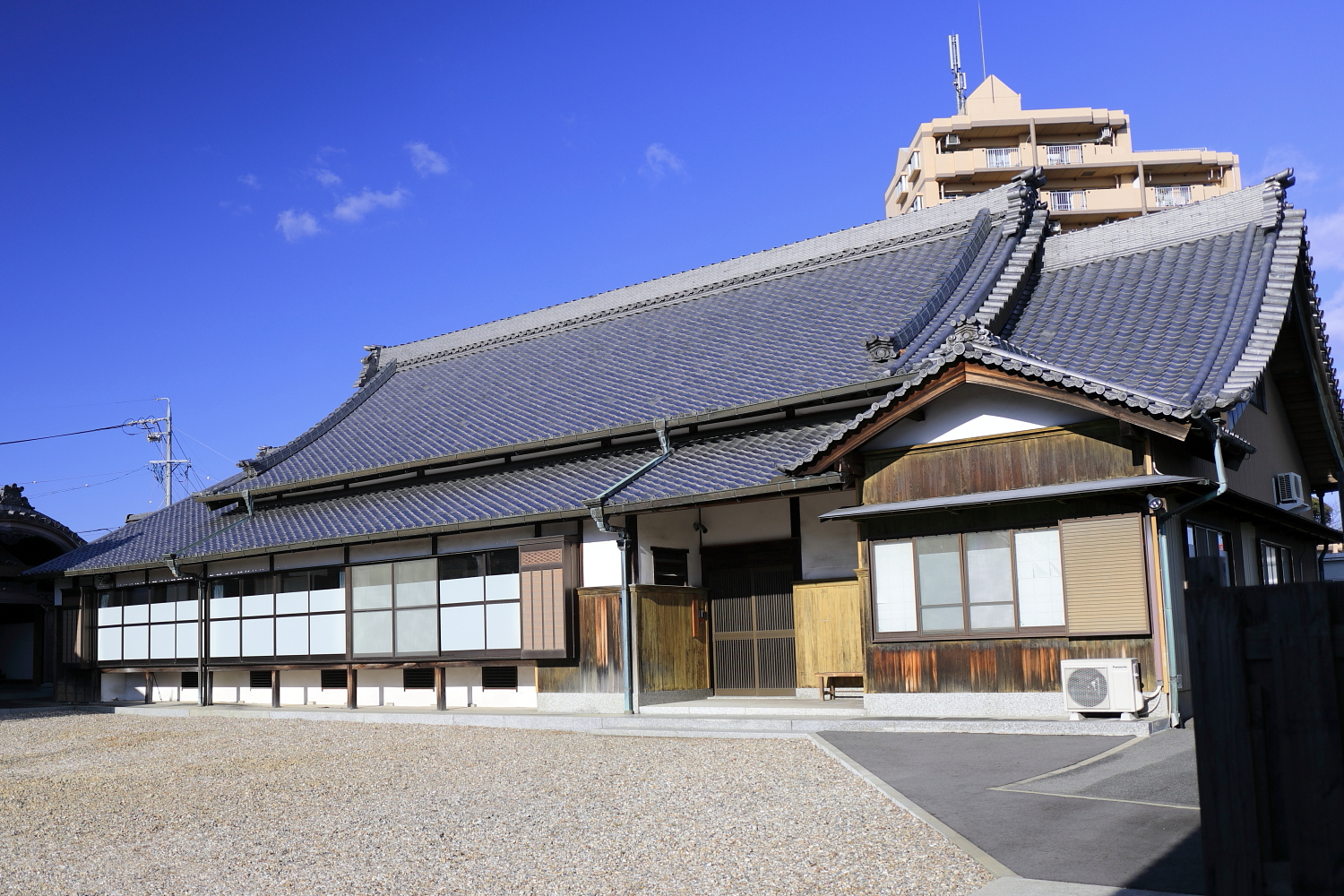
庫裏
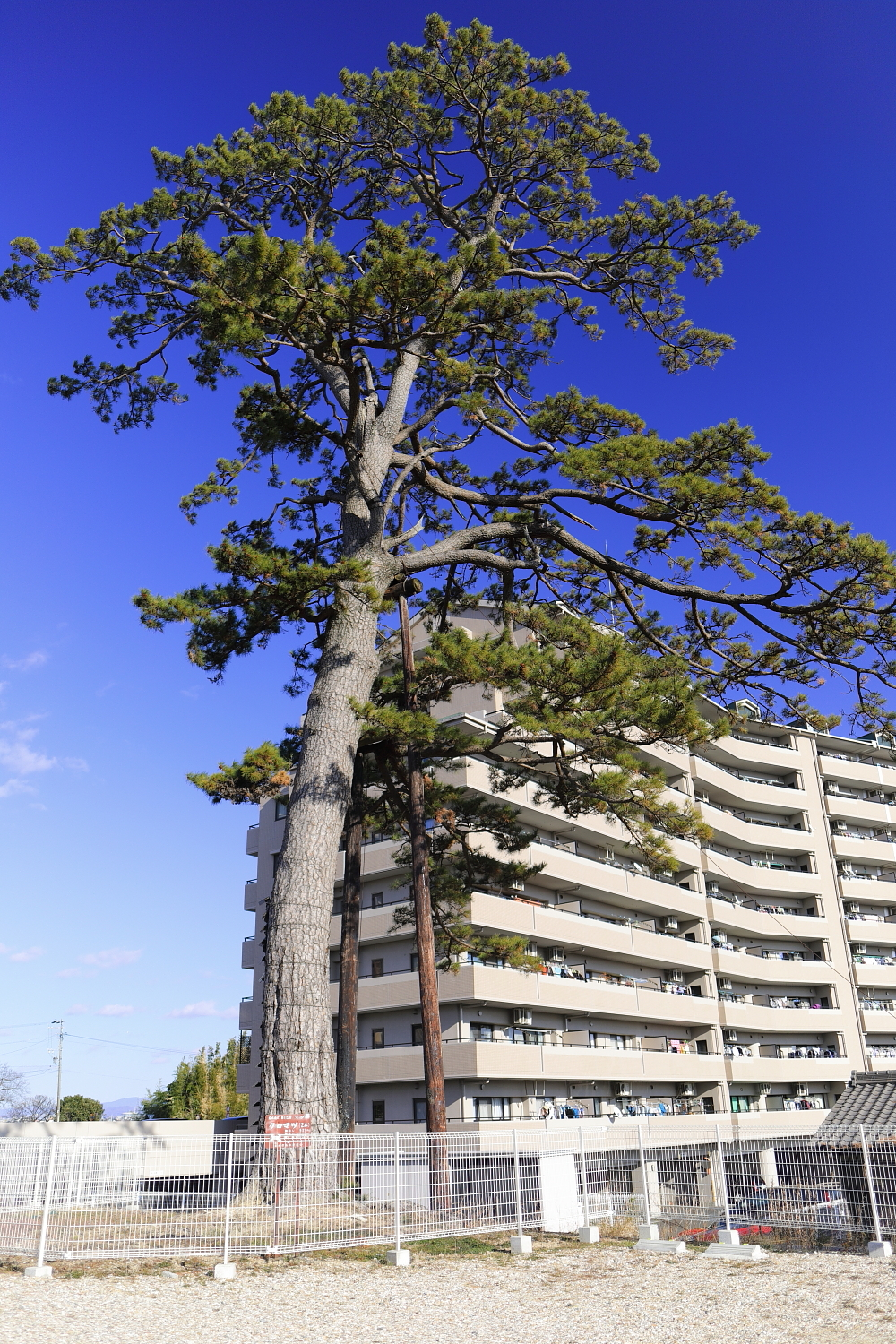
浄照寺のクロマツ

- 書院

- 庫裏
- 浄照寺のクロマツ

## 現地情報
所在地
- 473-0917 愛知県豊田市若林西町向屋敷62

交通アクセス
- 名鉄三河線若林駅から徒歩9分